# Pařížský klub
Pařížský klub sdružuje zástupce devatenácti nejbohatších států světa, které jsou zároveň věřiteli zadlužených států.

## Historie
Pařížský klub vznikl v roce 1956, kdy Argentina souhlasila, že se setká se svými největšími věřiteli v Paříži (setkání zorganizoval tehdejší francouzský ministr financí Pierre Pflimlin) a pokusí se s nimi dohodnout na podmínkách splácení svého dluhu. Od té doby se setkávají bohaté věřitelské země a hledají společný postup pro řešení těžké splátkové situace chudých a rozvojových zemí. Od doby svého založení dosáhl klub téměř čtyř set dohod s jednaosmdesáti státy. Od roku 1983 se celková hodnota dluhů, o kterých klub jednal, vyšplhala na 504 miliard dolarů. Přesto zůstává Pařížský klub pouze neformální skupinou států, která sleduje společné zájmy.

## Organizace
Pařížský klub si vytvořil malou organizaci se sídlem v úřadě francouzské pokladnice při ministerstvu financí. Podle tradice se stává ředitel ústavu prezidentem klubu, v současnosti je jím Xavier Musca. Navíc využívá Pařížský klub také stálý sekretariát, na který mohou být kladeny dotazy. Zástupci jednotlivých věřitelských států se setkávají desetkrát až jedenáctkrát do roka, aby společně jednali o stavu zadlužení různých zemí a vedli s nimi také odpovídající rozhovory. Výsledky těchto rozhovorů jsou shrnuty do protokolu, který má však pouze doporučující charakter, na jehož základě jsou pak uzavřeny smlouvy s jednotlivými zeměmi. Většinou současně také Mezinárodní měnový fond uspořádá program hospodářské obnovy. Pařížský klub je jen jedním z prvků složité struktury institucí, které řídí finanční vztahy mezi bohatými a rozvojovými zeměmi. Významnou roli v ní mají také další organizace, především Světová banka a skupina G8.

## Další instituce a vývoj
Kvůli oddlužení nejchudších zemí světa byla v roce 1996 vytvořena Iniciativa snížení dluhů pro vysoce zadlužené země (anglicky Heavily Indebted Poor Countries – HIPC). Prvním státem, který těžil z jejího zřízení, byla o rok později Uganda, která si mohla smazat podstatnou část svých dluhů. V roce 1999 se do iniciativy zapojilo 40 zemí. Rok 2003 přinesl do té doby nejvyšší jednorázové oddlužení. Světová banka a MMF odpustily Konžské demokratické republice deset miliard dolarů. Válka v Iráku a jeho neřešitelná ekonomická situace přinesly překvapivé rozuzlení. V roce 2004 se Pařížský klub věřitelů dohodl na tom, že vymaže Iráku dluh ve výši čtyřiceti miliard dolarů do roku 2008, tedy asi osmdesát procent dluhu, který u klubu Irák měl. V únoru 2006 ohlásily USA, že ruší dluh Afghánistánu v celkové výši 108 milionů dolarů.
V červenci a srpnu 2005 začalo Rusko díky výhodným obchodům s ropou splácet ve splátkách předčasně svoje dluhy. Dne 21. srpna 2006 byl zbytkový dluh Ruska u Pařížského klubu vyrovnán.
Za největší úspěch iniciativy HIPC lze ale považovat dohodu z června roku 2005, kdy ministři financí států sdružených v G8 odsouhlasili okamžité anulování dluhů osmnácti nejchudších zemí světa ve výši 40 miliard dolarů.

## Členské státy
(stav k roku 2016)
|             | Stálí členové Pařížského klubu |                |
| Austrálie   | Nizozemsko                     | Trvalí členové |
| Belgie      | Norsko                         | Trvalí členové |
| Dánsko      | Rakousko                       | Trvalí členové |
| Německo     | Rusko                          | Trvalí členové |
| Jižní Korea | Izrael                         | Trvalí členové |
| Finsko      | Španělsko                      | Trvalí členové |
| Francie     | Švédsko                        | Trvalí členové |
| Irsko       | Švýcarsko                      | Trvalí členové |
| Itálie      | USA                            | Trvalí členové |
| Japonsko    | Spojené království             | Trvalí členové |
| Kanada      |                                |                |
|             | Občasní členové                |                |
| Abú Zabí    | Maroko                         |                |
| Argentina   | Nový Zéland                    |                |
| Brazílie    | Portugalsko                    |                |
| Kuvajt      | Jižní Afrika                   |                |
| Turecko     | Trinidad a Tobago              |                |
| Mexiko      |                                |                |